# 티플랙스
티플랙스(Tplex Co. Ltd.)는 대한민국의 된 스테인리스 소재 가공 및 제조 기업이다. 본사는 경기도 안산시 단원구 엠티브이1로 75 (목내동)에 위치해 있으며 대표이사는 김영국, 김태섭이다.

## 상장
2009년 4월 23일에 공모가 3,000원에 코스닥 시장에 상장하였다.

## 참고문헌
1. ↑  티플랙스, 신소재 맥신 구성 ‘티타늄’ 사업 진출·산업용 소재 공급 ‘강세’, 이데일리, 2023.08.18
2. ↑  티플렉스, 니켈 가격상승에 올해도 최대실적 전망, 인포스톡데일리, 2022.02.21
3. ↑  티플랙스 주가 환호성...니켈 어디에 사용되나, 핀포인트뉴스, 2023.08.19